# Rudňany
Rudňany (nazwa historyczna Kuffurbah, Kuffurbach, lub Cufurbach, od 1920 r. Koterbachy, niem. Kuffurbah, węg. Kotterbach, Ötösbánya) – wieś (obec) w Górach Weporskich na Słowacji, w powiecie Nowa Spiska Wieś, w historycznym rejonie Spisz. Historyczny ośrodek wydobycia rud srebra, miedzi i rtęci.

## Historia
Miejscowość założono w 1255 roku, choć data ta nie jest pewna, a niektórzy specjaliści przesuwają datę założenia na termin późniejszy, nawet na I połowę XIV wieku. Nazwa miejscowości pochodzi od Miedzianego Potoku (niem. Kupferbach) i wskazuje na istniejące na tym terenie osadnictwo niemieckie. Pierwsze dokumenty dotyczące miejscowości pochodzą z 1332 roku i używają nazwy Cuferbach. W 1360 r. była już wsią wspominaną w dokumentach pod nazwą Kuffurbah.
Od końca XIV wieku miejscowość stanowiła własność żupanów Szarysza. Później przechodziła we władanie innych właścicieli.
Miejscowość niemal od początku związana była z górnictwem. Jego początki są nieznane, brak bowiem odpowiednich dokumentów. Wiadomo, że region obfitował w żyły kruszconośne, stanowiące liczne, lecz niezbyt bogate złoża metali. Być może eksploatację istniejących na tym terenie złóż prowadzono już w czasach prehistorycznych.
W XV, XVI i XVII wieku Kuffurbach był znaczącą miejscowością o charakterze przemysłowym. Wydobywano tutaj srebro oraz rudy miedzi i rtęci.  Złoża miały charakter złóż polimetalicznych. Miedź pochodząca ze Spisza znana była w całej północnej Europie. Transportowano ją przez Kraków, stąd Wisłą przez Toruń do Gdańska, a następnie drogą morską do Europy Zachodniej.
W XVIII wieku właściciele kopalni zawiązali spółkę z podobnymi kopalniami górno-węgierskimi. Podstawą egzystencji mieszkańców dalej było wydobycie rud metali. W 1787 roku miejscowość miała 33 domy oraz 187 dorosłych mieszkańców, a w 1826 roku – 56 domów i 418 dorosłych mieszkańców. Według spisu na dzień 31 grudnia 1869 roku w miejscowości było 837 dorosłych mieszkańców oraz 91 domów. Spośród mieszkańców 36% stanowiło bractwo górnicze. 533 osoby nie potrafiły czytać, a pisać aż 742.
Od 1874 roku zaczęto wydobywać rudy żelaza, a także baryt stanowiące dotąd uboczny produkt działalności górniczej. Rudy żelaza wykorzystywano głównie przy produkcji stali w wielkiej hucie żelaza Vitkovice w Ostrawie. Miało to m.in. związek z budową Kolei Koszycko-Bogumińskiej.
W końcu XIX wieku, w 1889 roku, kopalnie miedzi upadły w związku z wyczerpywaniem się bogatszych żył kruszconośnych i wysokimi kosztami wydobycia. Wydaje się, że nagły upadek kopalń związany był raczej z problemami finansowymi ich właścicieli. Po kopalniach pozostało kilka nieczynnych szybów i sztolni. Około 1890 roku miejscowość opuścili niemal wszyscy górnicy.
Wkrótce jednak potem, w roku 1895 upadłe kopalnie zostały wykupione przez zarząd huty żelaza Vitkovice w Ostrawie. Odbudowano istniejące kopalnie, zmodernizowano je i rozpoczęto eksploatację rud żelaza na potrzeby huty. Wydobywano też baryt, który znajdować zaczął wówczas szerokie zastosowanie. Produkcję górniczą znacznie zintensyfikowano. Kopalnie były największym producentem rud żelaza w międzywojennej i powojennej Czechosłowacji.
W 1920 roku niemieckojęzyczną nazwę miejscowości Kuffurbah zmieniono na Koterbachy. W dalszym ciągu prowadzono eksploatację rud żelaza. Równocześnie, kopalnie stały się jednym z najważniejszych producentów rud rtęci na świecie. W latach 1917, 1918, 1923 miały miejsce strajki górników.
Po II wojnie światowej wysiedlono mieszkańców pochodzenia niemieckiego. Na ich miejsce do miejscowości napłynęło wielu Cyganów. Niemiecko brzmiącą nazwę miejscowości zmieniono na Rudňany. Liczba mieszkańców znacznie wzrosła. Pod koniec okresu komunistycznego produkcję górniczą, znaczną jeszcze w latach sześćdziesiątych, stopniowo ograniczano. Od wielu lat nie jest już ona prowadzona, a górnicze wieże wyciągowe kopalń stanowią jedynie symbol przeszłości.
Wszelkie prace górnicze zakończono ostatecznie w 1994 roku. W sumie, od 1874 roku wydobyto tu około 400 mln ton rudy żelaza. Spowodowało to dewastację terenu i ogromne straty ekologiczne.

## Stan obecny
Obecnie Rudňany wraz z okolicą stanowią dużą wieś liczącą około 4000 mieszkańców. Znaczną ich część stanowią Cyganie, co w dużym stopniu, obok skutków ekologicznych, przyczyniło się do upadku w miarę zamożnej kiedyś miejscowości.
Olbrzymim problemem miejscowości oraz jej okolic jest zatrucie rtęcią zarówno gleby jak i wód gruntowych. Zatrucie pochodzi w dużej mierze z odsłoniętych hałd po wydobyciu rud metali. Istniejące wielkości koncentracji rtęci wielokrotnie przekraczają obowiązujące normy.

## Miasta partnerskie
- Bukowno